# Krogaspe
Krogaspe település Németországban, Schleswig-Holstein tartományban. Lakosainak száma 445 fő (2023. december 31.).

## Népesség
A település népességének változása:
| Lakosok száma | 418  | 423  | 432  | 434  | 448  | 445  |
|               | 1975 | 2017 | 2019 | 2021 | 2022 | 2023 |